# Heracles in het seizoen 1961/62
Het seizoen 1961/1962 was het achtste jaar in het bestaan van de Almelose voetbalclub Heracles. De club kwam uit in de Eerste divisie B en eindigde daarin op de eerste plaats, de dubbele wedstrijd voor het algehele kampioenschap en daarbij de promotie naar de Eredivisie tegen Fortuna werd met 1–0 gewonnen. Tevens deed de club mee aan het toernooi om de KNVB beker, hierin werd in de kwartfinale verloren van Wageningen (2–3).

## Wedstrijdstatistieken

### Eerste divisie B
|       | Be Quick | EBOH  | Elinkwijk | Enschedese Boys | Excelsior | Heerenveen | Hermes DVS | Hilversum | HVC   | Limburgia | NOAD  | RBC   | SHS   | VSV    | Wageningen | Wilhelmina | ZFC   |
| ----- | -------- | ----- | --------- | --------------- | --------- | ---------- | ---------- | --------- | ----- | --------- | ----- | ----- | ----- | ------ | ---------- | ---------- | ----- |
| Thuis | 4 – 0    | 8 – 0 | 3 – 0     | 1 – 0           | 5 – 3     | 1 – 0      | 5 – 0      | 2 – 0     | 0 – 2 | 4 – 2     | 1 – 2 | 9 – 1 | 0 – 0 | 10 – 1 | 5 – 1      | 8 – 0      | 0 – 0 |
| Uit   | 0 – 2    | 1 – 6 | 4 – 1     | 1 – 1           | 1 – 0     | 1 – 0      | 1 – 1      | 1 – 0     | 0 – 3 | 0 – 0     | 0 – 5 | 0 – 2 | 3 – 3 | 0 – 5  | 1 – 2      | 2 – 4      | 0 – 2 |

### Kampioenswedstrijd
| 1e wedstrijd                                                                                 | Fortuna            | 0 – 0         | Heracles |
| 3 juni 1962 Plaats: Vlaardingen Floreslaan Toeschouwers: 14.500 Scheidsrechter: Piet Roomer  |                    |               |          |
| 2e wedstrijd                                                                                 | Heracles           | 1 – 0 (1 – 0) | Fortuna  |
| 11 juni 1962 Plaats: Almelo Bornsestraat Toeschouwers: 22.000 Scheidsrechter: André La Croix | Hennie van Nee 10' |               |          |

### KNVB beker
| 1e ronde                                       | Heracles                                                 | 4 – 3 (3 – 1)       | AGOVV                                                          |
| 31 maart 1962 Plaats: Almelo Bornsestraat      | Joop Schuman 4', 32', –' Herman Vrielink 18'             |                     | 10' Joop Hartjes Henk Kanselaar Wim Bakker                     |
| 2e ronde                                       | Heracles                                                 | 4 – 2 (0 – 1)       | Enschedese Boys                                                |
| 28 april 1962 Plaats: Almelo Bornsestraat      | Ger Donners 19' Joop Schuman –', –' Bennie Bartelink 90' |                     | Henk Leusink Bennie van Stuivenberg                            |
| 3e ronde                                       | Vitesse                                                  | 0 – 1 Na verlenging | Heracles                                                       |
| 31 mei 1962 Plaats: Arnhem Nieuw-Monnikenhuize |                                                          |                     | Bennie Bartelink                                               |
| Kwartfinale                                    | Heracles                                                 | 2 – 3 (0 – 0)       | Wageningen                                                     |
| 6 juni 1962 Plaats: Almelo Bornsestraat        | Herman Morsink 54', –'                                   |                     | 50' Gerrit van der Weerthof Chris Geutjes 87' Ton van de Weerd |

## Statistieken Heracles 1961/1962

### Eindstand Heracles in de Nederlandse Eerste divisie B 1961 / 1962
| Stand | Gespeeld | Gewonnen | Gelijk | Verloren | Punten | Doelpunten voor | Doelpunten tegen |
| ----- | -------- | -------- | ------ | -------- | ------ | --------------- | ---------------- |
| 1e    | 34       | 22       | 6      | 6        | 50     | 103             | 28               |

### Topscorers
| #                 | Naam             | Goal |
| ----------------- | ---------------- | ---- |
| 1.                | Joop Schuman     | 44   |
| 2.                | Roel Greving     | 12   |
| 2.                | Herman Vrielink  | 12   |
| 4.                | Hennie van Nee   | 10   |
| 5.                | Dick Reekers     | 7    |
| 6.                | Herman Morsink   | 6    |
| 7.                | Bennie Bartelink | 5    |
| 8.                | Joop Brand       | 3    |
| 9.                | Wolfram Arnthof  | 1    |
| 9.                | Herbert Finken   | 1    |
| 9.                | Gerrit Pesman    | 1    |
| Onbekend doelpunt |                  |      |
| –                 | Onbekend         | 1    |
| Totaal            | Totaal           | 103  |

| #      | Naam           | Goal |
| ------ | -------------- | ---- |
| 1.     | Hennie van Nee | 1    |
| Totaal | Totaal         | 1    |

| #      | Naam             | Goal |
| ------ | ---------------- | ---- |
| 1.     | Joop Schuman     | 5    |
| 2.     | Bennie Bartelink | 2    |
| 2.     | Herman Morsink   | 2    |
| 4.     | Ger Donners      | 1    |
| 4.     | Herman Vrielink  | 1    |
| Totaal | Totaal           | 11   |